# Skúli Sverrisson

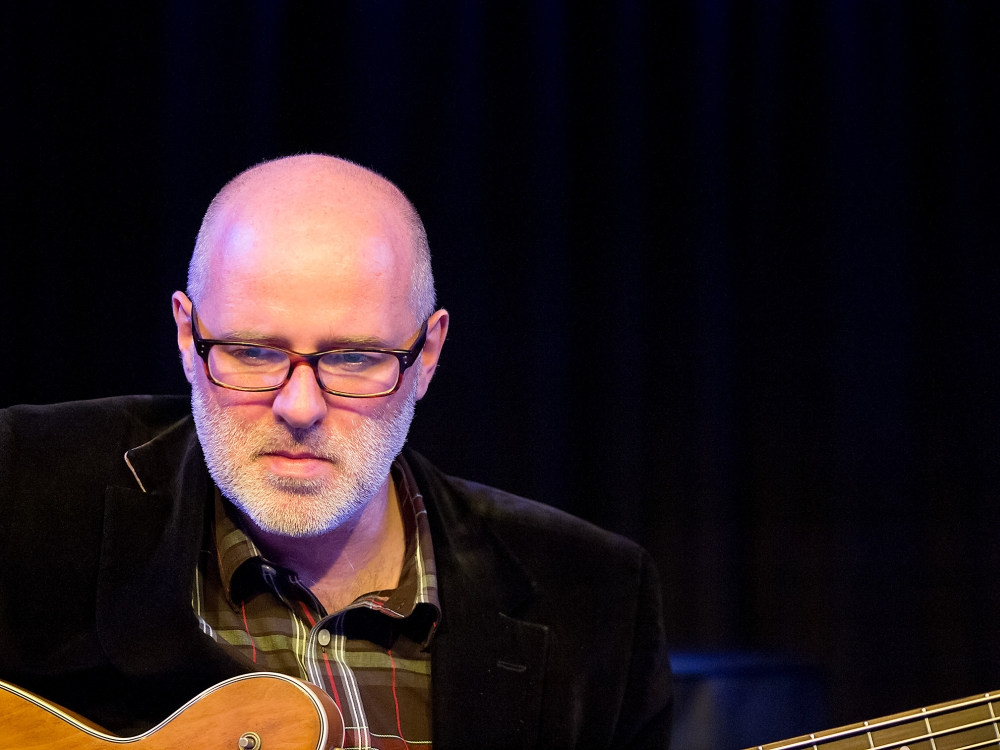
Skúli Sverrisson im Jazzclub Unterfahrt (München 2012)

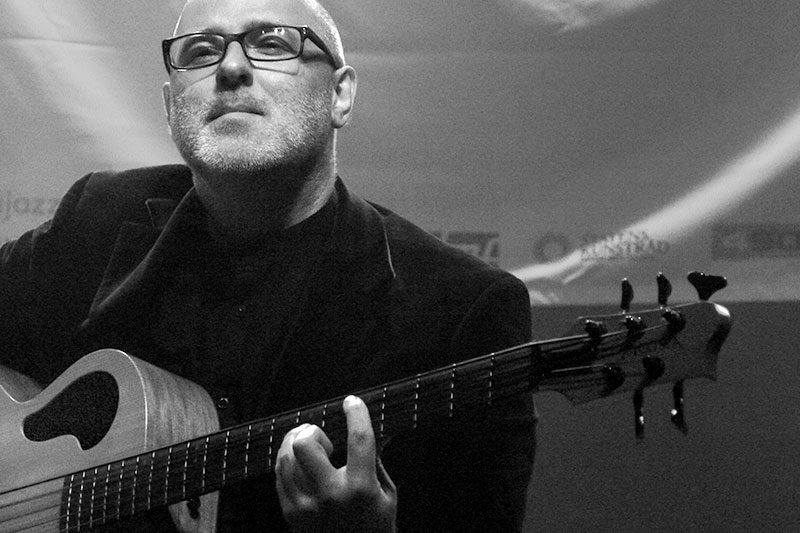
Skúli Sverrisson in Aarhus, Dänemark 2012

Skúli Sverrisson (* 23. Oktober 1966 in Reykjavík) ist ein isländischer Jazzbassist.
Skúli studierte in Island Bass und Komposition bei Jón Sigurðsson und spielte 1984 erste Aufnahmen mit der Gruppe Pax Vobis ein. Von 1987 bis 1991 studierte er am Berklee College of Music. Er arbeitete in der Zeit mit Musikern wie Bob Moses, Danilo Pérez, Wolfgang Muthspiel und Mino Cinelu. Mit Carsten Tiedemann gründete er die Gruppe Mo Boma, mit der er vier Alben aufnahm.
Von 1991 bis 1996 tourte er mit dem Gitarristen Allan Holdsworth. Er arbeitete dann u. a. mit Derek Bailey, Peter Brötzmann, Tim Berne, John Lurie, Chris Speed, Laurie Anderson, Wadada Leo Smith, Naná Vasconcelos und Anna Gréta Sigurðardóttir. Er nahm eine CD mit Anthony Burr und ein Duoalbum mit dem isländischen Gitarristen Hilmar Jensson auf.
Mit Chris Speed, Brad Shepik und Jim Black bildet Skúli das Quartett Pachora.

## Diskographische Hinweise
- Seremonie, 1997
- Skúli Sverrisson & Hilmar Jensson Kjar, 1997
- Seria, 2007
- Seria II, 2010
- Skúli Sverrisson & Óskar Guðjónsson The Box Tree, 2012
- Skúli Sverrisson & Bill Frisell: Strata, 2021

Mit Pachora
- Pachora, 1997
- Unn, 1999
- Ast, 2002
- Astereotypical, 2003